# Parafia św. Jana Jerozolimskiego za Murami w Poznaniu
Parafia pw. św. Jana Jerozolimskiego za Murami w Poznaniu – rzymskokatolicka parafia archidiecezji poznańskiej przynależąca do dekanatu Poznań - Nowe Miasto. Siedziba parafii znajduje się przy ul. Świętojańskiej 1. Jedna z najstarszych parafii Poznania. 

## Historia
Kult chrześcijański na terenie dzisiejszej Komandorii został zapoczątkowany już w początkach polskiej państwowości. Pod koniec XI wieku przy rozwidleniu dróg z grodu poznańskiego w kierunku Giecza i Śremu wzniesiono kościół pod wezwaniem św. Michała. Pierwotny tytuł kościoła zachował się w nazwie pobliskiej ulicy Św. Michała. W Rocznikach ks. Jana Długosza widnieje zapis o tym, że w 1170 roku książę wielkopolski Mieszko III Stary wraz bp. Radwanem fundowali przy kościele św. Michała schronisko (hospicjum) dla przybywających wędrowców. Ten sam książę w 1187 roku kościół i hospicjum przekazał w ręce joannitów. Pod koniec XII wieku joannici rozpoczęli budowę nowego kościoła w stylu romańskim jednak zbudowanego z cegły. Nadali mu nowy tytuł św. Jana Chrzciciela zwanego Jerozolimskim. Do nazwy kościoła dopisano również przydomek extra muros (za murami) wskazujący na położenie kościoła poza granicami grodu poznańskiego. Joannici sprawowali posługę duszpasterską dla wiernych mieszkających na wschód od Warty (z wyjątkiem Śródki i Zawad). Zakon joannitów utworzył przy kościele komandorię, która przetrwała aż do 1832 roku, kiedy to władze pruskie dokonały kasaty zakonu. 
Pod koniec XV wieku na skutek pożaru kościół został przebudowany w stylu gotyckim, natomiast XVI wieku dobudowano nawę boczną wraz z wieżą. Kolejna większa inwestycja budowlana miała miejsce w latach 1719-1740 z inicjatywy komandora Michała Dąbrowskiego. W tym okresie wzniesiono barokową kaplicę ku czci Krzyża Świętego, w podziemiach której grzebano zmarłych komandorów zakonu. 
Na skutek kasaty zakonu w 1832 roku władze kościelne utworzyły parafię prowadzoną przez księży diecezjalnych. W 1870 roku papież Pius XI nadał kościołowi przywilej odpustu zupełnego dla wszystkich nawiedzających kościół w Poniedziałek Wielkanocny (tzw. odpust Emaus). Na przełomie XIX i XX wieku parafia maltańska obejmowała swoim zasięgiem Komandorię, Główną, Przedmieście Warszawskie, Chartowo, Żegrze, Święty Roch oraz Rataje. Po I wojnie światowej sukcesywnie powstawały nowe parafie:
- 1924: parafia Najświętszej Maryi Panny Niepokalanie Poczętej na Głównej,
- 1936: parafia Chrystusa Odkupiciela na Osiedlu Warszawskim (wydzielona z parafii na Głównej)
- 1937: parafia św. Rocha (restytuowana).

W czasie II wojny światowej niemieccy okupanci zakazali działalności parafii, a kościół zamienili na magazyn. Budynek ucierpiał na skutek walk pomiędzy Armią Czerwoną a wojskami niemieckimi zimą 1945 roku. Po ustaniu działań wojennych dzieło odbudowy kościoła oraz organizacji życia parafialnego zlecono ks. Władysławowi Koperskiemu. W czasie rekonstrukcji świątyni przywrócono romańskie elementy wystroju. W związku z budową nowej dzielnicy mieszkaniowej "Rataje" w latach 60. i 70. XX wieku od parafii oddzielono teren Chartowa i Żegrza, ustalając aktualną granicę. 
W 1992 roku do Poznania powrócili przedstawiciele zakonu maltańskiego, którzy na terenie parafii uruchomili specjalistyczne gabinety medyczne.    

## Współczesność
Parafia przynależy do dekanatu Poznań-Nowe Miasto. Proboszczem od 2010 roku jest ks. prałat Paweł Deskur. Terytorialnie obejmuje zasięgiem ok. 4,5 tys. mieszkańców. Oprócz zwyczajnego kultu Bożego w parafii sprawowane są nabożeństwa z zastosowaniem języka migowego dla osób niesłyszących.

## Terytorium
Do parafii przynależą wierni Kościoła katolickiego zamieszkujący poznańskie dzielnice Komandorię i Podwale:
- Poznań - ulice: Baraniaka, Bnińska, Komandoria, Konarskiego, Koralowa, Małachowskiego, Miłosławska, Łaskarza, Średzka, Świętojańska, Św. Michała (nr. 1-50), Tomickiego, Warszawska (nr. 17-91), Zaniemyska, Zdrojowa.

## Proboszczowie
- 1348 Sulisław
- 1445 Piotr
- 1449 Paweł
- 1465 Wincenty
- 1465 Jakób
- 1465 Piotr
- 1483 Jakób z Gostynia
- 1483 Michał z Kościana
- 1484 Jakób Gruszczyński
- 1494 Jakób
- 1496 Piotr
- 1516 Jakób Potocki
- 1549 Andrzej
- 1576 Jan
- 1607 Walenty z Margonina
- 1607 Tomasz z Ciążenia
- 1620 Jan Rogalski
- 1628 Mikołaj Korytowski
- 1640 Piotr z Maniewa
- 1660 Jan Więckowicz

- 1727 Szymon Piotrowicz
- 1729-1732 Paweł Łupiński
- 1779-1783 Paweł Chylkowski
- 1783-1814 Wawrzyniec Florkowski
- 1814-1828 Wawrzyniec Szafrański
- 1829-1841 Jan Pawłowski
- 1841 Michał Wieruszewski
- 1845-1851 Lambert Płuszczewski
- 1851-1862 Anastazy Szułczyński
- 1862-1872 Ignacy Migdalski
- 1872-1886 Telesfor Loserez
- 1886-1889 Jan Lewicki
- 1889-1918 Wawrzyniec Kotecki
- 1920-1924 Józef Kłos
- 1924-1941 Karol Mazurkiewicz
- 1945-1946 Szczepan Czemplik
- 1948-1987 Władysław Koperski
- 1988-2010 Kazimierz Królak
- od 2010 Paweł Deskur[3]